# Klimopbij
De klimopbij (Colletes hederae) is een vliesvleugelig insect uit de familie Colletidae. De wetenschappelijke naam van de soort is gepubliceerd in 1993 door Schmidt en Westrich.

## Spreiding
De klimopbij vliegt laat uit, rond september en oktober, als klimop in bloei staat. De winter overleven zowel de vrouwtjes als  de mannetjes niet. Doorgaans komen ze meer voor in de buurt van steden omdat het daar warmer is. Door de klimaatopwarming en de daarbij horende warme nazomers maakt de bij ene opmars in West-Europa. 

## Voortplanting
De klimopbij graaft op een zonnige plaats gangen in kerkhoven, tuinen en parken. Deze zijn tot een halve meter diep en bestaan uit vier tot zes broedcellen met één eitje. Naast het eitje legt ze ongeveer 25 milligram klimopstuifmeel als voedsel voor de larve. Eenmaal volgroeid, voeden ze zich ook met andere stuifmeelbronnen en nectar. 